# Evangelische Kirche Oberwesel

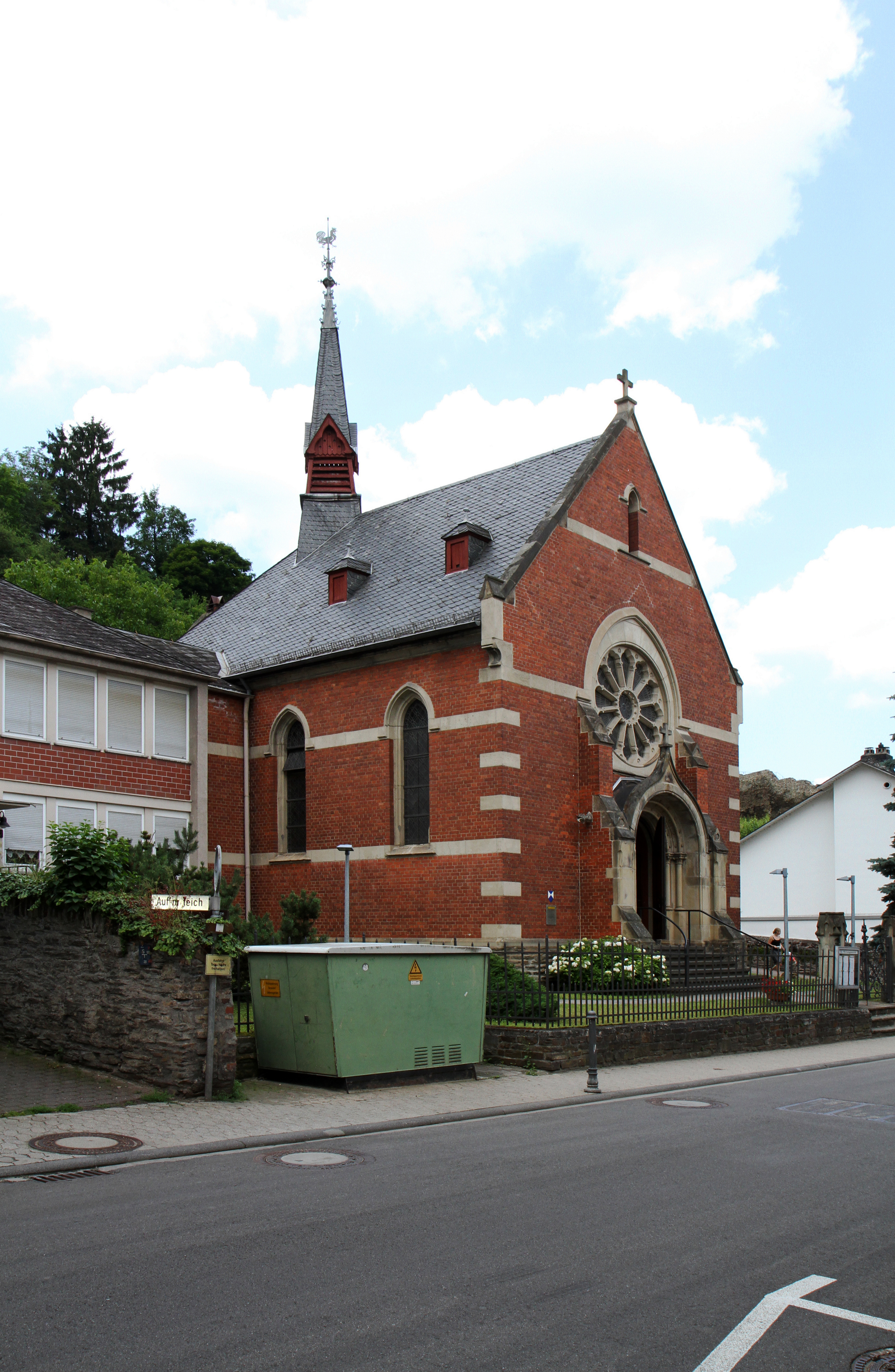
Kirche in der Chablis-Straße

Die Evangelische Kirche in Oberwesel ist ein kleiner Diasporakirchenbau im sonst katholischen Oberwesel im ehemaligen Territorium von Kurtrier. Sie gehört mit ihren etwa 650 Gemeindegliedern zur Evangelischen Kirchengemeinde St. Goar im Kirchenkreis Koblenz der Evangelischen Kirche im Rheinland.

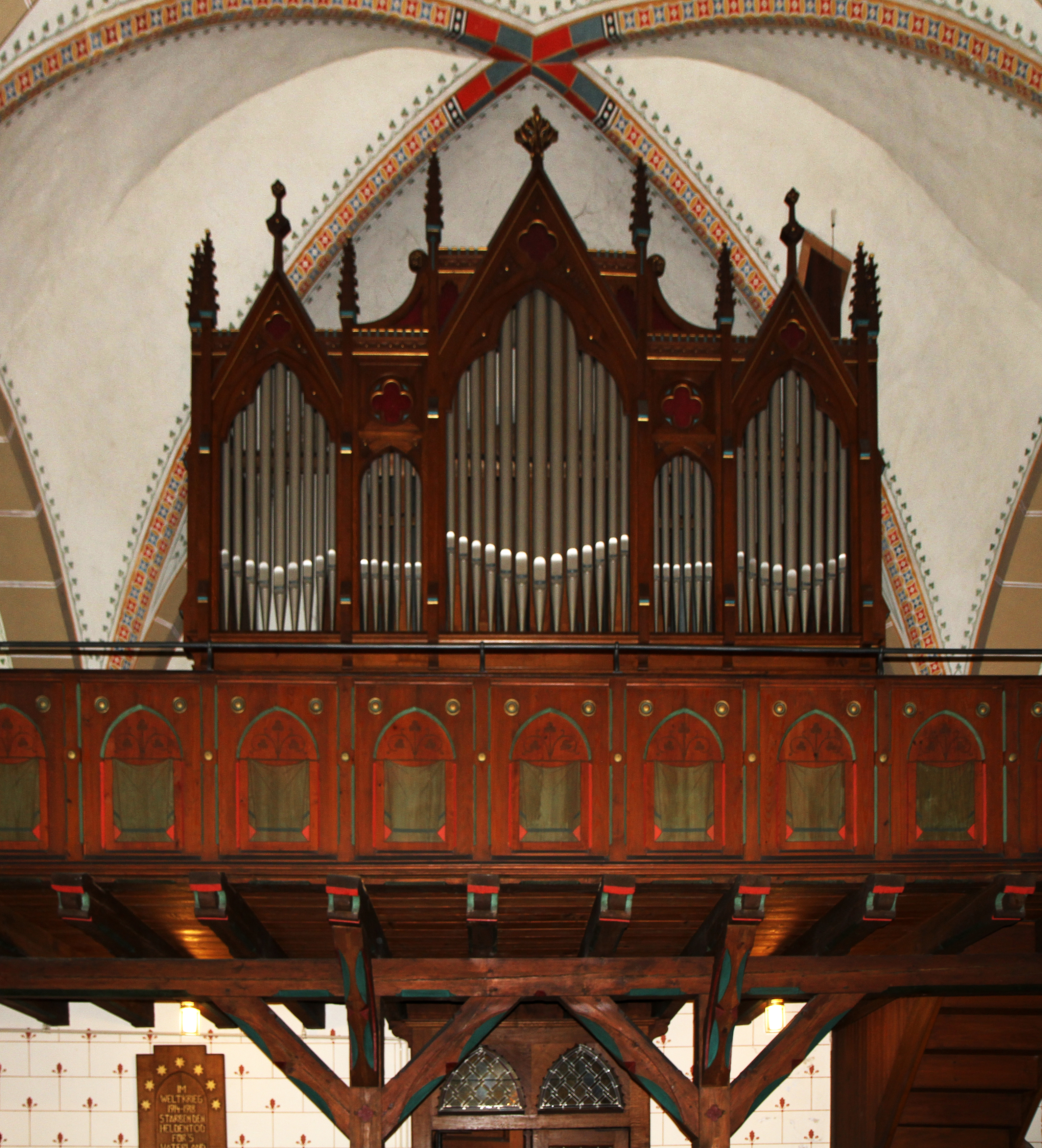
Empore und Orgel

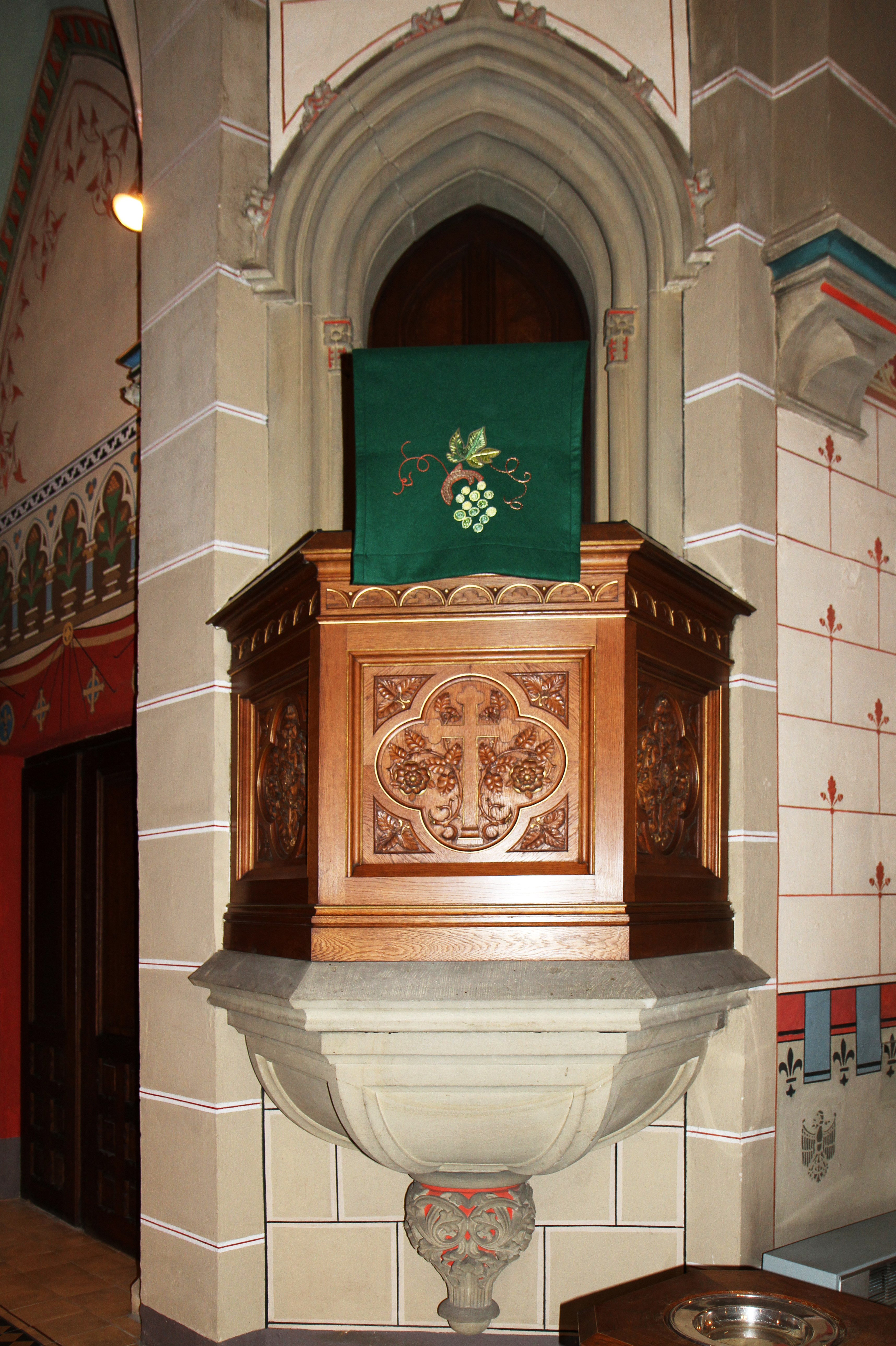
Kanzel

## Geschichte
Erst in preußischer Zeit kamen Protestanten nach Oberwesel.
Die Minderheit von 88 Evangelischen in Oberwesel sammelte seit 1891 Geld für einen eigenen Kirchbau. Dies kam aber erst zusammen, als der Rittergutsbesitzer von Gut Schönberg, Arthur Hermann von Osterroth, 1896 das Grundstück an der Straße nach Wiebelsheim und entsprechende Geldmittel für den Bau zur Verfügung stellte. Er beauftragte auch seinen Hausarchitekten, den damals in Boppard ansässigen Berliner August Heinz, der dort die Villa Belgrano erbaut hatte und der mit Umbauten am Schönberger Rittergut beschäftigt war, mit den Planungen und dem Bau des Gotteshauses von 1897 bis 1899. Am Montag, dem 15. Mai 1899, konnte die Kirche durch den Generalsuperintendenten der Rheinprovinz Philipp Valentin Umbeck (1842–1911) aus Koblenz eingeweiht werden. Kaiserin Auguste Viktoria stiftete für die Kirche die Altarbibel. Die Kirche blieb bis 1942 Eigentum der Familie Osterroth, die in einem Schloss oberhalb der Schönburg wohnte, das 1946 abbrannte. Dann übernahm sie die Evangelische Gemeinde St. Goar. 1957/58 wurde schlüssig an den linken Flügel der Kirche das Jugendheim angebaut. 1974 wurde der Innenraum restauriert und 1997 wurde der Bau unter Denkmalschutz gestellt.

## Lage
Die Kirche steht an der heutigen Chablisstraße, der nach Oberwesels Städtepartnerschaft mit dem französischen Chablis umbenannten Simmerner Straße, die in das Oberbachtal führt. Der Kirche gegenüber mündet die Holzgasse ein, die mit zu den ältesten Straßen der Stadt zählt. Hinter dem kleinen Kirchenbauwerk beginnt ein oberhalb der westlichen Stadtmauer entlangführender Pilger- und Wanderweg zum Michelfeld, der an der in der Mitte des 19. Jahrhunderts erbauten Kalvarienbergkapelle vorbei an der Martinskirche endet. Dem Querarm der Kirchensüdseite schließt sich heute ein 1957/58 errichtetes Jugendheim an und an der Nordseite eine Bebauung durch die Wohnhäuser des Straßenzugs. Die Portal- und Ostseite der Kirche ziert ein schmaler Vorgarten, den eine halbhohe Mauer mit schmiedeeisernen Staketen einfriedet. Das ebenfalls geschmiedete Tor des Zauns erhielt damals florale Verzierungen und war ehemals das Tor einer Brücke über den Oberbach, die 1933 abgebrochen wurde.

## Baubeschreibung
Der dreijochige neugotische Saalbau mit angedeutetem Kreuzgrundriss vor dem Altarbereich ist über einem Bruchsteinsockel in rotem Sichtziegelmauerwerk aufgeführt. Ecken, Mauerstreifen an den Seitenwänden sowie Fenster- und Türwölbungen sind aus Sandstein.  Das steile Dach und der aufgesetzte Dachreiter mit der Glocke sind mit Dachschiefer gedeckt. Der spitze Turmhelm wird von einem Wetterhahn gekrönt. Über dem straßenseitigen Eingang setzt ein großes Rosettenfenster Akzente. Über dem etwas vorgezogenen Eingang und dem Giebel sind je ein Kreuz angebracht. Bemerkenswert sind die Wasserspeier, die das Regenwasser über dem Eingang entwässern. Auch das rechte Querschiff mit dem ursprünglich der Familie von Osterroth vorbehaltenen schmucklosen Seiteneingang zu ihren Sitzen im Querschiff ziert ein Rosettenfenster. Die Familie hat sich auch auf Stifterwappen in den Kirchenfenstern verewigt. Das Kirchenschiff ist mit einem Kreuzrippengewölbe überdeckt, das von seitlichen historisierenden Säulenbündeln getragen wird. In der Ecke von Chor und rechtem Querschiff befindet sich die Sakristei.

### Maße
Das Bauwerk hat eine Länge von 10,25 m; eine Breite von 8,20 m; die Altarräume haben eine Breite von 4,00 m; die Höhe der Empore beträgt 3,20 m; die Höhe des Dachfirstes erreicht 12,75 m; die Sakristei weist eine Länge von 3,10 m bei einer Breite von 1,82 m auf: die Stärke der Außenmauerwerks beträgt 0,65 cm.

### Ausstattung
Der Altar (Eiche, lasiert) wurde geschaffen von Holzbildhauer Gustav Kuntzsch aus Wernigerode. Die dominierende hölzerne Predigtkanzel ist halbhoch an der Ecke von Chor und rechtem Querschiff über einem eckigen Sandsteinsockel angebracht. Der Zugang erfolgt über eine Treppe aus der Sakristei. Über dem Eingang bietet eine hölzerne auf Balken gestützte Empore Raum für Orgel und Kirchenchor. Die Orgel hat eine pneumatische Traktur, neun  Register und Pedal. Sie stammt aus der Orgelbauwerkstatt Gerhardt & Söhne Orgelbau, Boppard.